# Northaw
Northaw är en by i Hertfordshire i England. Byn är belägen 11,3 km 
från Hertford. Orten har 616 invånare (2015).